# OpenAFS
OpenAFS är en öppen implementation av Andrew file system (AFS). AFS utvecklades ursprungligen på Carnegie Mellon University och förfinades till en kommersiell produkt av Transarc i början av 1990-talet. År 1994 köptes Transarc upp av IBM och i augusti 2000 släppte man källkoden till AFS fri under namnet OpenAFS. Idag finns OpenAFS tillgängligt för en mängd operativsystem, till exempel AIX, Mac OS, Darwin, HP-UX, Irix, Solaris, Linux, Microsoft Windows, FreeBSD, NetBSD och OpenBSD.
Idag används OpenAFS på allt från små system bestående av en eller ett fåtal datorer till mycket stora system med tusentals klienter fördelade över hela världen. Websphere använder sig av OpenAFS.